# Вилине воде
Вилине Воде су насеље у Београду, које територијално припада општини Палилула.

## Порекло имена
Насеље је добило име по бројним топлим изворима који су се налазили на обали Дунава. Наиме, због подземних вода, које су се изненада појављивале за време високог водостаја, настала је легенда како у тим подземним водама живе виле које кажњавају оне које их узнемиравају. Захваљујући овој легенди цео крај је добио име Вилине воде.

## Положај
Једно је од ретких насеља које је потпуно индустријско. Граниче се са општином Стари Град на западу, Адом Хујом, Депонијом на истоку, и Богословијом на југу. Овај крај је добио назив по бројним изворима топле воде на обалама Дунава. Током осамдесетих година 20. века појавили су се амбициозни планови да се Вилине Воде трансформишу из индустријске у луксузну резиденцијалну зону са мноштвом вила и стамбених зграда. Градске власти су тврдиле да ће овај крај постати Београдска “Санта Барбара” али, пројекат никада није реализован. Вилине воде су једна од неколико београдских зона које су у потпуности индустријске. Овде се налазе објекти многих компанија Уз обалу Дунава налази се шеталиште, као и неколико кафића са погледом на реку.

## Историја
По успостављању модерне државе, након ослобођења од турске власти, индустрија се у Србији, па тако и у Београду, веома споро развијала, да би крајем 19. века попримила веома убрзан темпо развоја, условљен изградњом железнице и увођењем електричне енергије у производне погоне, а пре свега доношењем законских регулатива. наиме, 1873. године Народна скупштина приступила решавању проблема помоћи домаћој индустрији и 31. децембра 1873. донет је Закон о потпомагању индустријских предузећа.
Развој индустрије Београда, текао је паралелно са ширењем града, његовим просторним и урбанистичким развојем. Индустрија је од почетка 20. века постала и један од најзначајнијих носилаца прогреса. Углавном је смештана изван централних делова Београда, односно тежила је ка његовим ивичним, ређе изграђеним просторима, а положај на ушћу великих река Саве и Дунава био је од изузетне важности за развој индустрије. Крајем 19. и почетком 20. века уз њихове обале формирали су се истовремено нови индустријски центри. Један је био дуж Топчидерског друма и на Чукарици, а други уз саму обалу Дунава, на Палилули и Карабурми. У приобаљу Дунава и његовом залеђу индустрија се везивала за подручје које се протезало од Дорћола па до данашњег Панчевачког моста и даље према Карабурми.
Постојала је велика узрочна повезаност између избора локације и читавог низа фактора који су одређивали мање или веће погодности приликом њиховог избора. Атрактивност ових простора заснивала се прво на повољним саобраћајним комуникацијама, затим на повољним условима за снабдевање великим количинама воде, али и за испуштање отпадних вода на слободним, неизграђеним теренима, као и на близини општинске електричне централе подигнуте 1892. године. Осим тога, била је ово и прва индустријска зона која је одмах по формирању повезана железничком пругом, што је у великој мери допринело њеном убрзаном развоју.
Простор на десној обали Дунава, који обухвата делове Дунавске падине, Карабурме и градску четврт Вилине воде на Палилули све до краја 19. века био је празан терен уз обалу Дунава. Његова урбанизација почела је на самом крају 19. века, упоредо са оснивањем и подизањем првих индустријских предузећа, што је унело и извесне промене у природном пејзажу. Ово подручје је средином 19. века веома удаљено од насељеног дела града, а на плану из 1850. године види се да је простор потпуно недефинисан. Тек на плану из 1875. године види се траса данашњих улица Венизелосове и Поенкареове, док је цео простор испод ње означен као "баште", што јасно указује на пољопривредни карактер овог земљишта. Део поред Дунава обележен је као плаван, а нешто касније на делу између старе електричне централе и данашњег Панчевачког моста, оформило се дивље насеље "Депонија", насељено углавном сиромашним житељима, већином рибарима и лађарима. План Београда из 1884. године приказује овај простор као непланиран. Јавља се тек неколико усамљених објеката малих габарита и на почетку данашње индустријске зоне, око Улице Светозара Милетића, Фабрика шподијума и туткала М. Мунка, једна од најстаријих фабрика у Београду. На преосталом простору који припада Палилули и Карабурми, уз Дунав су уцртане циглане и тадашње „баштоване“. У дубини територије према Карабурми, до последњих деценија 19. века налазиле су се циглане, које су користиле погодан квалитет земље, и објекти привременог карактера, стоваришта дрвне грађе и слично. Све до 1891. године овај простор је био ван рејона вароши. Општински одбор је 1891. године усвојио нове границе „рејона вароши Београда“, сматрајући да рејон треба да одговара умножавању становништва и да варош треба да се шири према Сави и Дунаву, како би се подстакла трговина, а заједно с њом, и речни саобраћај.
Први значајни кораци у индустријализацији Србије и Београда, као његове престонице, учињени су од последње деценије 19. века до почетка Првог светског рата. Подизањем фабрика које су постале носиоци развоја прехрамбене, текстилне и дрвне индустрије, као и низа занатских радионица које су најавиле појаву и развој хемијске индустрије, за нешто више од једне деценије, од 1895. до 1911. године, настала је на десној обали Дунава прва, највећа и најкомпактнија индустријска зона. Почетак формирања ове привредне зоне означила је изградња Кланице. Затим се оснивају Прво краљевско српско повлашћено предузеће за прераду кудеље и памука Алексе Обрадовића и комп. 1897, Фабрика чохе Евгенија Михела 1898, Парна стругара Прометне банке 1903. и Фабрика трикотаже Милана Јечменице 1911. године.

### Почетак формирања индустријске зоне
Читав простор на десној обали Дунава добија на важности након изградње Београдске кланице на крају Радничке улице,
одмах изван границе рејона вароши. Београдска кланица изграђена је 1895. године, што је означило почетак развоја једне од првих развијенијих индустријских зона града. Ово је потврђено и изградњом пруге од железничке станице до Кланице 1898–1899. године. Ова пруга била је дугачка шест километара и полазила је од железничког моста, ишла поред Савског пристаништа и куле Небојша, пролазила средином Дунавске улице и преко Хаџи Томиног имања долазила до станице Београд – Кланица, данашња Дунав станица.
Изградња Кланице означила је такође и развој београдског железничког чвора, јер је управо траса ове пруге чинила основу будућег развоја магистралног правца ка Банату, што добија на значају након изградње Панчевачког моста 1936. године. Изградњом железничке станице и кланичке пруге онемогућен је прилаз рекама, те су све планиране замисли о уређењу обала остале неостварене. Кланичка пруга пресецала је предвиђену правоугаону мрежу улица и тако утицала и на планирање развоја Дорћола, па је 1903. године измењен и регулациони план овог дела града. Пројекат за ову измену израђен је у Грађевинском одељењу Општине под руководством Димитрија Лека. Главна особеност овог пројекта били су велики блокови са скверовима у средини.
Нов став о зракастом систему улица, које се сустичу на кружним трговима, доноси план града Београда из 1910. године. Међутим, ова идеја није спроведена до краја јер систем који може да се примени на стамбено насеље не може да егзистира у индустријској зони, тако да планирани трг у који се уливају све улице никада није изведен, с обзиром на то да га је требало поставити на месту већ изграђене платнаре Алексе Обрадовића из 1897. године. Тадашња ситуација, а и данашња, таква је да се улице нагло завршавају испред ограда фабричких кругова.

## Најзначајнији објекти на Вилиним водама
- Лука Београд
- Железничка станица Београд - Дунав, познатија међу Београђанима као Дунав станица
- Први хипермаркет отворен у ланцу хипермаркета Темпо центра,
- Стара зграда Београдског памучног комбината, најочуванији фабрички комплекс настао до 1941. године и самим тим је један од најзначајнијих представника индустријског наслеђа града,[6]